# Hermes Volley Oostende in het seizoen 2018-19
Dit artikel beschrijft de Belgische volleybalploeg Hermes Volley Oostende in het seizoen 2018-2019 in de Liga Dames.

## Team
Trainer / coach: Frederik De Veylder
| #  | Nat.      | Name                | Positie       |
| -- | --------- | ------------------- | ------------- |
| 1  | Nederland | Fanny Lafeber       | receptie hoek |
| 2  | België    | Jasmien Biebauw     | setter        |
| 3  | België    | Delphine De Winne   | setter        |
| 4  | België    | Nina Coolman        | receptie hoek |
| 5  | België    | Sofie Van Acker     | midden        |
| 6  | Nederland | Lynn Blenckers      | midden        |
| 7  | België    | Lise De Valkeneer   | receptie hoek |
| 8  | België    | Lien Moijson        | opposite      |
| 9  | België    | Kaat De Boeck       | opposite      |
| 10 | België    | Celine Platteeuw    | midden        |
| 11 | België    | Amber De Tant       | libero        |
| 12 | België    | Jitse Verbinnen     | opposite      |
| 16 | België    | Megan Vanden Berghe | libero        |